# 4478 Бланко
4478 Бланко (енгл. 4478 Blanco) је астероид главног астероидног појаса са средњом удаљеношћу од Сунца која износи 2,247 астрономских јединица (АЈ).
Апсолутна магнитуда астероида је 13,9.